# Anomochilus leonardi
Anomochilus leonardi, también conocida por los nombres comunes de serpiente de tubo de Leonard,serpiente de madriguera de Leonard,y serpiente ciega gigante de Malasia, es una especie de serpiente de la familia de las serpientes de tubo enanas Anomochilidae. Es autóctona de la Península Malaya y Borneo, donde habita en bosques primarios y secundarios maduros de dipterocarpáceas a altitudes de 250-500 m (820-1.640 pies). Descrita por el herpetólogo Malcolm Arthur Smith en 1940, la especie se caracteriza por ser una serpiente robusta, cilíndrica, con cabeza pequeña y cola corta y cónica. Tiene una longitud hocico-cloaca de hasta 390 mm (15 pulgadas), y su parte inferior es negra, mientras que la superior es de color negro brillante a marrón violáceo. También tiene dos filas de manchas amarillas elípticas a lo largo del dorso, una barra amarilla a lo largo del hocico y una gran mancha roja en las escamas subcaudales. Se distingue de las demás especies de su género por la ausencia de rayas pálidas a lo largo de los costados, una escama parietofrontal no apareada y la presencia de manchas pálidas a lo largo del dorso.
Es una especie nocturna y fosorial, es decir, que está adaptada a vivir bajo tierra. Lo más probable es que se alimente de lombrices de tierra, serpientes y lagartos sin patas. No se ha observado la reproducción de esta serpiente, pero otras especies de su género ponen huevos, algo inusual para su superfamilia, donde la mayoría de las especies dan a luz a crías vivas. La Lista Roja de la UICN (Unión Internacional para la Conservación de la Naturaleza) clasifica actualmente a la especie como de menor preocupación debido a su presencia en zonas protegidas y al hecho de que su área de distribución es probablemente mayor de lo que se conoce actualmente.

## Taxonomía y sistemática
Anomochilus leonardi fue descrito por el herpetólogo británico Malcolm Arthur Smith en 1940 a partir de dos especímenes hembra recogidos cerca de la ciudad de Merapoh en Pahang (Malasia).El nombre específico leonardi es en honor de G. R. Leonard, recolector del holotipo.
A. leonardi es una de las tres especies del género de serpientes de tubo enanas Anomochilus, que es el único género de la familia Anomochilidae. Anomochilidae es una de las tres familias de la superfamilia Uropeltoidea, junto con Uropeltidae y Cylindrophiidae. Sin embargo, los estudios genéticos indican que Cylindrophiidae es parafilética (no contiene todos los descendientes de un ancestro común) con respecto a Anomochilidae, y algunas autoridades fusionan ambas familias.

## Descripción
Como otras especies de su género, A. leonardi es cilíndrico, con una cabeza pequeña y redondeada y una cola corta y cónica. Mide hasta 390 mm (15 pulgadas) de longitud hocico-cloaca. La parte superior del cuerpo es de color negro brillante a marrón violáceo, mientras que la parte inferior es negra. El dorso tiene dos hileras de manchas amarillas elípticas a lo largo de los lados de las escamas vertebrales, y hay una barra amarilla a lo largo del hocico y una gran mancha roja en las escamas subcaudales.La cabeza es continua con el cuello y, a pesar de que la especie es fosorial (está adaptada a vivir bajo tierra) de la especie, el hocico no tiene refuerzos que ayuden a excavar. El dorso es liso y las escamas son ligeramente más grandes que en la parte inferior.
A. leonardi tiene entre 17 y 19 filas de escamas (excluyendo las escamas ventrales) en la parte media del cuerpo. Tiene entre 214 y 252 escamas medioventrales (escamas situadas en el centro de la parte inferior) y 6-7 escamas subcaudales (escamas situadas entre la cloaca y la punta de la cola). La especie puede diferenciarse de otras serpientes fuera de su género por su cabeza y ojos pequeños, las escamas grandes en la frente, una sola escama nasal que bordea la segunda escama supralabial, la ausencia de escamas loreales y preoculares, una escama postocular solitaria y la falta de un surco mental.
Es la única especie de Anomochilus en la Península Malaya, pero coexiste con sus dos congéneres en Borneo. Se diferencia de A. weberi por carecer de rayas pálidas a lo largo de sus lados y tener una escama parietofrontal no apareada en la frente. Puede distinguirse de A. monticola por la presencia de manchas pálidas que bordean las escamas vertebrales y el número de escamas ventrales medias (monticola tiene 258-261, frente a las 214-252 de leonardi).

## Distribución y hábitat
A. leonardi solo se conoce actualmente en Sundaland, donde está presente en Borneo y en la Península Malaya. En Malasia peninsular, se encuentra cerca de Merapoh (Pahang) y en Ulu Gombak y Kepong (Selangor); en Borneo, se conoce en Sepilok (Sabah). El área de distribución real de la especie es probablemente es mayor de lo que se cree actualmente. Habita en bosques primarios y secundarios maduros de dipterocarpáceas en llanuras y colinas, normalmente a altitudes de unos 250 m, aunque se han recolectado algunos ejemplares a 500 m de altura. Se conoce sobre todo en zonas ribereñas cerca de arroyos y ríos, y la especie, como otras de su género, es fosorial.

## Ecología y conservación
A. leonardi es nocturna y fosorial. La ecología de la especie está poco estudiada y se sabe poco sobre su dieta y hábitos reproductivos. La ausencia del canal mental sugiere que la serpiente se alimenta de invertebrados alargados como lombrices de tierra y  quizá también de vertebrados pequeños y delgados como serpientes y lagartos sin patas. No se ha estudiado la reproducción de la especie, pero se sabe que otros Anomochilus ponen huevos, a diferencia del resto de los Uropeltoidea, que dan a luz a crías vivas.
La Unión Internacional para la Conservación de la Naturaleza clasifica actualmente a esta especie como de preocupación menor, ya que se sabe que habita en reservas naturales y es probable que su área de dispersión sea mayor de lo que se conoce actualmente. Se tiene constancia de su presencia en las zonas protegidas de la Reserva Forestal de Ulu Gombak y el Parque Nacional de Taman Negara.